# Kaiserplan 1870
Der Kaiserplan vom Januar 1870 war eine diplomatische Initiative des preußischen Ministerpräsidenten und Bundeskanzlers des Norddeutschen Bundes Otto von Bismarck. Demnach sollte der preußische König Wilhelm I., der Inhaber des Bundespräsidiums, den Titel eines Kaisers annehmen. Zu diesem Zeitpunkt regierten mehrere Kaiser in der direkten Nachbarschaft Preußens: Russischer Kaiser (seit 1721 anstatt Zar), Kaiser von Österreich (seit 1804), Kaiser der Franzosen (1852 erneuert).
Insgesamt waren die Reaktionen auf Bismarcks Vorstoß negativ, auch der König selbst war nicht dafür. Nachdem das „Empire“ der Franzosen im Juli 1870 Preußen den Krieg erklärt hatte fochten die süddeutschen Staaten im Deutsch-Französischen Krieg ebenfalls gegen die Franzosen. Der Kaiser der Franzosen wurde bereits Anfang September mit seiner Armee in der Schlacht von Sedan besiegt und gefangen genommen, Napoleon III. verlor auch seinen Titel. Das beendete den Krieg jedoch nicht, die Franzosen kämpften als Republik weiter und Paris musste monatelang belagert werden. Schließlich setzte sich der Kaiser-Gedanke durch, und bereits zum 1. Januar 1871 erhielt Wilhelm den Titel „Deutscher Kaiser“. Die Kaiserproklamation fand in Versailles statt. 
Als weitere Titelaspiranten waren „Kaiser der Deutschen“ oder „Kaiser von Deutschland“ im Gespräch.

## Ausgangslage und Reaktionen
Seit dem Ausgang des Deutschen Krieges 1866 und der Gründung des Norddeutschen Bundes durch Preußen 1867 war die Einigungspolitik ins Stocken geraten. Die süddeutschen Staaten waren in der Regel nicht von dem Gedanken angetan, bald dem Norddeutschen Bund beizutreten. In dieser Situation überlegte Bismarck, wie er die Deutsche Frage in Bewegung halten könnte.
Am 7. Januar 1870 besprach Bismarck seinen Plan mit dem preußischen Kronprinzen Friedrich, da dieser gute Verbindungen nach England hatte. Später zeigte der britische Botschafter, der mit dem Kronprinzen gesprochen hatte, sein Wohlwollen, und sagte zu, mit Frankreich Kontakt aufzunehmen. Wie erwartet, reagierte Paris mit Protest. Bismarck war bereits davon ausgegangen, dass seine Initiative längere Zeit brauchen würde.
Überraschend äußerte sich der antipreußische Politiker Nepomuk Sepp in der Zweiten Kammer Bayerns verhalten positiv, zumindest nicht ablehnend über einen deutschen Kaiser. Käme es zu einer neuen Nationalversammlung wie in Frankfurt, dann könne er auch an ein einiges Deutschland glauben. Bismarck erhielt die Hilfe von Julius Fröbel bei der Absicht, erst in Süddeutschland und vornehmlich in Bayern Anschub für den Kaisertitel zu finden, und erst dann wieder die europäische Ebene aufzusuchen.
Allerdings stand der Kaiserplan bereits seit April 1870 im Schatten der Frage der Thronfolge in Spanien. Später, im Dezember während des Deutsch-Französischen Krieges, stimmte der Reichstag dem Antrag des Bundesrats zu, den Titel Deutscher Kaiser in die Verfassung des Deutschen Bundes vom 1. Januar aufzunehmen, und am 18. Januar 1871 wurde der preußische König Wilhelm I. in Versailles zum Kaiser ausgerufen (Kaiserproklamation).

## Motive
Anlass für den Kaiserplan war die Umbenennung des preußischen Auswärtigen Amtes zum norddeutschen; dabei stellte sich auch die Frage des weiteren Ausbaus der norddeutschen Bundesebene. Überlegungen Bismarcks für den Kaiserplan waren:
- Der Gedanke der Deutschen Einheit werde befeuert;
- ein Prestigegewinn des Königs wäre von Vorteil gewesen, gerade mit Blick auf die anstehenden Reichstagsdebatten über den Militäretat später im Jahre 1870;
- der bisherige Titel des preußischen Königs im Norddeutschen Bund, Inhaber des Bundespräsidiums, war im diplomatischen Verkehr unpraktisch.

Der preußische König Wilhelm sperrte sich noch Ende 1870 vehement gegen den Kaisertitel. Seine Sorge war es, dass dieser Titel künstlich sei, den preußischen Königstitel überschatte und von den anderen Monarchen nicht recht anerkannt werden würde. 

## Belege
1. ↑  Ernst Rudolf Huber: Deutsche Verfassungsgeschichte seit 1789. Band III: Bismarck und das Reich. W. Kohlhammer, Stuttgart u. a. 1963, S. 705–708.
2. ↑  Ernst Rudolf Huber: Deutsche Verfassungsgeschichte seit 1789. Band III: Bismarck und das Reich. W. Kohlhammer, Stuttgart u. a. 1963, S. 708/709.